# Jaszczurowa (Mucharz)

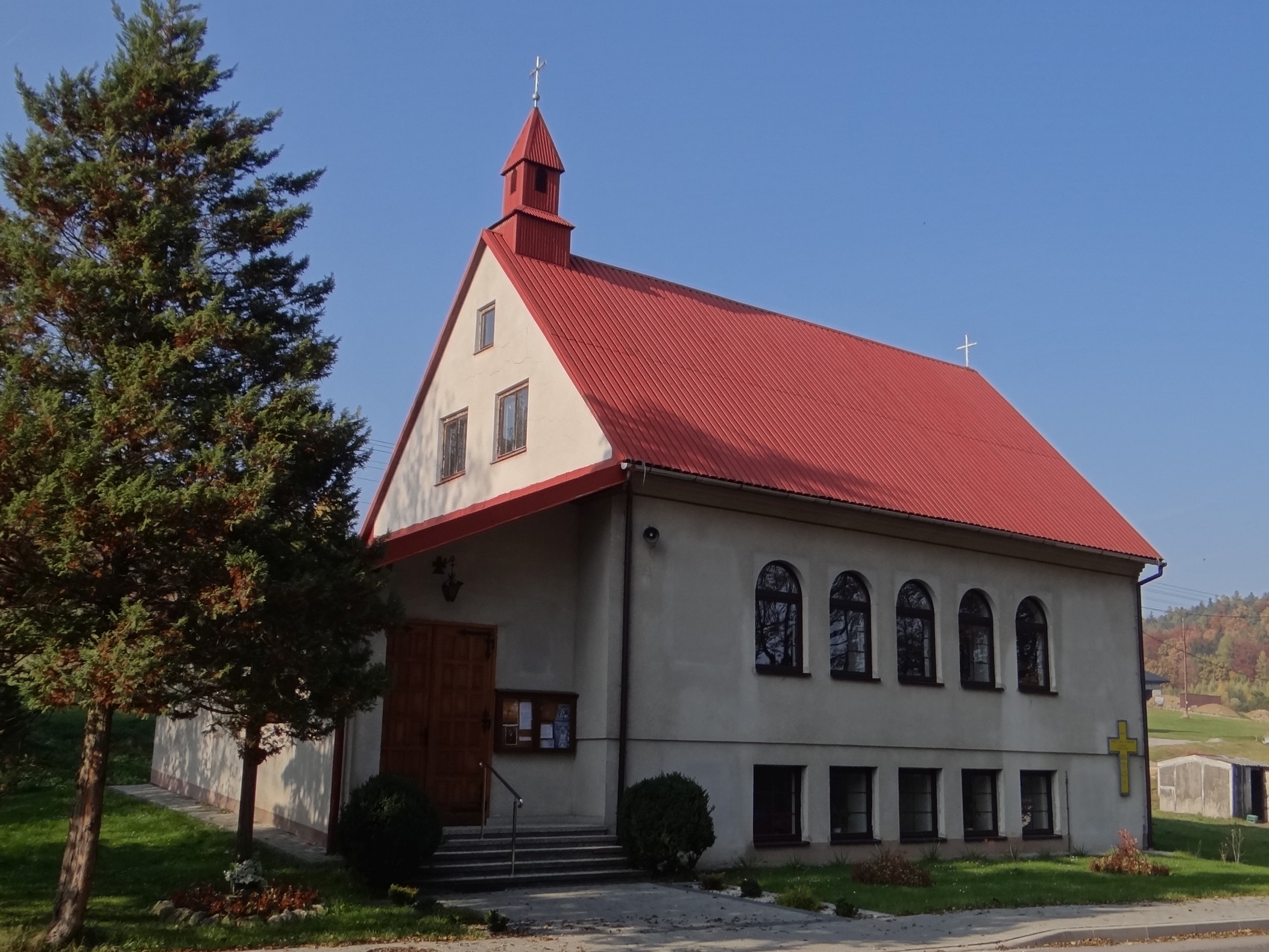
Kirche im Dorf

Jaszczurowa ist eine Ortschaft mit einem Schulzenamt der Gemeinde Mucharz im Powiat Wadowicki der Woiwodschaft Kleinpolen in Polen.

## Geographie
Der Ort liegt am Bach Jaszczurówka in den Kleinen Beskiden. Nachbarorte sind Koziniec im Norden, Świnna Poręba im Nordosten, Mucharz im Osten, Śleszowice im Südosten sowie Tarnawa Górna im Südwesten.

## Geschichte
Der Ort wurde wahrscheinlich von Żegota z Benkowicz nach dem Jahr 1333 gegründet und wurde im Jahr 1389 als privates Dorf im Besitz eines gewissen Skarbek erstmals erwähnt.
Politisch gehörte das Dorf ursprünglich zum Herzogtum Auschwitz, dies bestand ab 1315 in der Zeit des polnischen Partikularismus. Seit 1327 bestand die Lehnsherrschaft des Königreichs Böhmen. Seit 1445 gehörte es zum Herzogtum Zator, dieses wurde im Jahr 1494 an Polen verkauft.
Ab 1610 gehörte das Dorf Józef Palczowski, der dort das berühmte Buch über Kosaken schrieb. Im 18. Jahrhundert lebte dort der bekannte Räuber Józef Baczyński.
Bei der Ersten Teilung Polens kam Jaszczurowa 1772 zum neuen Königreich Galizien und Lodomerien des habsburgischen Kaiserreichs (ab 1804).
1918, nach dem Ende des Ersten Weltkriegs und dem Zusammenbruch der k.u.k. Monarchie, kam Jaszczurowa zu Polen. Unterbrochen wurde dies nur durch die Besetzung Polens durch die Wehrmacht im Zweiten Weltkrieg. Es gehörte dann völkerrechtswidrig zum Landkreis Bielitz im Regierungsbezirk Kattowitz in der Provinz Schlesien (seit 1941 Provinz Oberschlesien).
Von 1975 bis 1998 gehörte Jaszczurowa zur Woiwodschaft Bielsko-Biała.

## Verkehr
Durch Jaszczurowa verläuft die Staatsstraße DK 28, die Zator über Nowy Sącz mit Przemyśl verbindet.